# Jaworzyna Śląska (gemeente)
De gemeente Jaworzyna Śląska is een stad- en landgemeente in het Poolse woiwodschap Neder-Silezië, in powiat Świdnicki (Neder-Silezië).
De zetel van de gemeente is in Jaworzyna Śląska.
Op 30 juni 2004 telde de gemeente 10 294 inwoners.

## Oppervlakte gegevens
In 2002 bedroeg de totale oppervlakte van gemeente Jaworzyna Śląska 67,34 km², waarvan:
- agrarisch gebied: 84%
- bossen: 7%

De gemeente beslaat 9,06% van de totale oppervlakte van de powiat.

## Demografie
Stand op 30 juni 2004:
| Omschrijving                   | Totaal | Totaal | Vrouwen | Vrouwen | Mannen | Mannen |
| ------------------------------ | ------ | ------ | ------- | ------- | ------ | ------ |
| eenheid                        | aantal | %      | aantal  | %       | aantal | %      |
| inwoners                       | 10 294 | 100    | 5372    | 52,2    | 4922   | 47,8   |
| bevolkingsdichtheid (inw./km²) | 152,9  | 152,9  | 79,8    | 79,8    | 73,1   | 73,1   |

In 2002 bedroeg het gemiddelde inkomen per inwoner 1102,75 zł.

## Plaatsen
Bagieniec, Bolesławice, Czechy, Milikowice, Nowice, Nowy Jaworów, Pasieczna, Pastuchów, Piotrowice Świdnickie, Stary Jaworów, Tomkowa, Witków.

## Aangrenzende gemeenten
Strzegom, Świdnica, Świdnica, Świebodzice, Żarów
- Library of Congress Control Number: n2018008185
- Virtual International Authority File: 3151963590600310092